# Châteauneuf-du-Faou

Châteauneuf-du-Faou este o comună în departamentul Finistère, Franța. În 1 ianuarie 2022 avea o populație de 3.646 de locuitori.